# Písničkář
Písničkář (nebo písničkářka, v anglickojazyčném prostoru singer-songwriter, tedy doslova zpěvák-skladatel) je autor a interpret věnující se umění autorské písně. Pro toto umění je charakteristické poměrně civilní jevištní provedení a program opírající se z větší části o autorskou tvorbu, tedy o písně, které písničkář sám napsal (text) a zkomponoval (hudba, aranžmá) a které také sám (event. v duu) zpívá a instrumentálně doprovází.

## Definice
Přestože v hudebních (a mnohdy i politických) dějinách hráli a hrají písničkáři významnou roli a přestože se na české hudební scéně průběžně pohybují stovky tvůrců, kteří se sami označují za písničkáře, pravděpodobně neexistuje žádná česky psaná kvalitní vědecká práce na toto téma a především žádná ustálená definice pojmu. Ten se ovšem osvědčil v umělecké a novinářské praxi.
Písničkářství nabývá v praxi nejrůznějších podob, a na jistém stupni jedinečnosti a autenticity přímo staví. Nelze proto jednoduše popsat ideální typ písničkáře. V obecném povědomí českého publika nicméně panuje několik typických představ, které vycházejí obvykle z konkrétní české, případně zahraniční zkušenosti. U písničkářů je ostatně příznačná mimořádně vysoká míra, jakou se na vnímání jejich díla podílí jejich vlastní osobnost a charakter – v tomto směru patří písničkářství na poli múzických umění docela zvláštní místo.

## Žánrové zařazení
Velká část písničkářů má nejblíže k folku, umění autorské písně je však užším žánrovým kategoriím nadřazené. Výjimečným způsobem kombinuje formy literární (text), hudební (hudba) a divadelní (interpretace) a pohybuje se tak často na jejich pomezí. Z příbuzných uměleckých forem stojí nejblíže šanson, kabaret, recitace, happening nebo lidová píseň.
V anglickojazyčném prostředí se mezi singer-songwritery řadí i popoví (např. Madonna, Michael Jackson, Lady Gaga) i rockoví (např. Bob Dylan, Neil Young, Bruce Springsteen) hudebníci, kteří si píšou vlastní skladby.